# Icteri
Icteri (Icterius, francès Ithier) fou comte d'Alvèrnia nomenat després del 778. Hauria succeït a Bermond. Se l'ha identificat generalment amb Icteri, fill d'Hattó d'Aquitània, si bé això no és del tot segur per raons cronològiques, ja que aquest Icteri d'Aquitàni fou donat com a ostatge el 737 quan tindria uns deu anys i, per tant, el 778 tindria ja uns 50 anys. El seu germà Adalgari hauria rebut al mateix temps la marca de Gascunya. Adalgari i Icteri serien germans del duc Llop II de Gascunya que hauria mort justament el 778. Icteri i Adalgari, durant la seva estada com a ostatges a França, van esdevenir fidels de Pipí el Breu i dels carolingis.
El rei Carlemany va procedir a una reorganització de comtes el 778 o poc després: Icteri per Bermond a Alvèrnia, Humbert per Esturmí a Bourges, Videbald nomenat a Périgord, i altres. No se sap quan va morir Icteri, ja que no se l'esmenta més, però devia morir abans del 800 (en aquest any tindria ja més de 70 anys, molt per l'època). S'ha pensat que el següent comte conegut, Guerí de Chalon, fou comte d'Alvèrnia pel matrimoni amb una filla (de nom Albana, que és el nom de l'esposa coneguda de Guerí); això, tot i que teòricament possible, no correspon a l'època dels fets, on els comtes eren nomenats pel rei i no hi havia successió hereditària; d'altra banda Guerí s'esmenta per primer cop el 818 o 819 i Icteri segurament havia mort abans del 800, per la qual cosa un comtat sota una filla (que ja hauria estat de certa edat per estar casada) tant de temps és gairebé impossible; Albana, si és que era la filla d'Icteri, fou la segona esposa de Guerí, i en tot cas hauria estat casada abans però el seu consort, que hauria governat Alvèrnia, és desconegut; una altra possibilitat és que Icteri podia haver tingut un fill i Gueri haver-se casat amb una filla d'aquest però això és purament especulatiu. Segurament Icteri va tenir un successor designat per la cort (o fins i tot més d'un) el nom del qual o dels quals ha restat desconegut, fins que fou nomenat Guerí, si bé les relacions familiars podien haver ajudat en el nomenament.